# Open di Zurigo 2001
L'Open di Zurigo 2001 è stato un torneo femminile di tennis giocato sul cemento indoor. È stata la 18ª edizione del torneo, che fa parte della categoria Tier I nell'ambito del WTA Tour 2001. si è giocato nell'Hallenstadion di Zurigo in Svizzera, dal 15 al 21 ottobre 2001.

## Campionesse

### Singolare
Lindsay Davenport ha battuto in finale  Jelena Dokić con il punteggio di 6–3, 6–1

### Doppio
Lindsay Davenport /  Lisa Raymond hanno battuto in finale  Sandrine Testud /  Roberta Vinci con il punteggio di 6–3, 2–6, 6–2